# 아펜첼이너로덴주
아펜첼이너로덴주(독일어: Kanton Appenzell Innerrhoden)는 스위스 동북부에 있는 주이다.

## 개요
스위스 동북부, 알프스산맥 동부 아펜첼아우서로덴주와 장크트갈렌주 사이에 있다. 1513년 아펜첼주로 스위스 동맹에 가입했으나, 종교 개혁 후 가톨릭이 우세한 아펜첼이너로덴 주와 개신교가 우세한 아펜첼아우서로덴 주의 반주(半州) 형태로 분리되었다. 1999년 반주는 스위스 연방에서 별개의 발언권을 가지는 주가 되었다. 1991년 연방 대법원의 결정에 따라 아펜첼이너로덴 주는 스위스에서 마지막으로 지역 현안에 대해 여성의 참정권을 인정하였다.
알프스산맥의 젠티스산이 관광의 중심지이다. 산이 많으나 목초지가 발달되어 있어 낙농업이 이루어지며, 아펜첼 치즈는 특산물로 유명하다. 가톨릭 신자가 다수인 주민들은 옛 풍습을 유지하고 있으며, 생활감정도 매우 보수적이다. 직접민주제도 아직도 시행하고 있다.

## 같이 보기
- 란츠게마인데